# Giám đốc điều hành
Giám đốc điều hành, giám đốc quản lý (viết tắt là COO, tiếng Anh: chief operations officer) là một trong những lãnh đạo cao cấp nhất trong một tổ chức, một cấu thành của "bộ C" (the C-suite - những chức danh quản lý với từ "Chief"). COO thường là người chỉ huy thứ hai tại công ty, đặc biệt nếu người điều hành cấp cao nhất là chủ tịch và tổng giám đốc điều hành. COO chịu trách nhiệm về các hoạt động hàng ngày của công ty và tòa nhà văn phòng của công ty, là người quản lý chỉ đạo hoặc giám sát hoạt động kinh doanh. COO thường xuyên báo cáo với giám đốc điều hành cấp cao nhất, hay gọi là Tổng Giám đốc điều hành (CEO). Ngoài việc quản lý nhân viên có trách nhiệm, trọng tâm công việc là sản xuất tối ưu chi phí cho các dịch vụ vận hành, triển khai nhân sự và lập kế hoạch nguồn lực, điều phối dòng nguyên liệu và đảm bảo hàng hóa luôn sẵn có.
Với tiếng Việt, người ta vẫn gọi COO là Giám đốc điều hành. Tuy nhiên ở các nước phương Tây, trong trường hợp Tổng giám đốc điều hành (CEO) hay Chủ tịch Hội đồng quản trị (Chairman) là nhà điều hành cấp cao nhất, thì COO có thể được coi là Chủ tịch (President).

## Trách nhiệm và các danh hiệu tương tự
Khác với các vị trí C-suite khác, thường được định rõ theo trách nhiệm chung đã chỉ định trong hầu hết các công ty, công việc của một COO thường được định rõ liên quan đến CEO cụ thể mà họ làm việc cùng, do mối quan hệ làm việc chặt chẽ giữa hai cá nhân này.
Việc chọn lựa một COO tương tự trong nhiều cách với việc chọn lựa một phó tổng thống hoặc trưởng nhân viên của Hoa Kỳ: cấu trúc quyền lực và trách nhiệm thay đổi trong chính quyền và các chế độ tư nhân tùy thuộc vào phong cách và nhu cầu của tổng thống hoặc CEO. Do đó, vai trò của COO đáp ứng những kỳ vọng cá nhân và thay đổi khi các nhóm lãnh đạo điều chỉnh.
Vị trí COO thường xuất hiện trong các công ty có tính hoạt động nặng như ngành hàng không và ngành công nghiệp ô tô.

### Chủ tịch
Tương tự như COO, chức danh chủ tịch công ty là một vị trí riêng biệt (thay vì được kết hợp với một chức danh "C-suite", như "chủ tịch kiêm CEO" hoặc "chủ tịch kiêm COO") cũng được định rõ một cách lỏng lẻo. Chủ tịch thường là cấp bậc cao nhất được công nhận theo pháp luật của các sĩ quan công ty, đứng trên các phó chủ tịch (bao gồm phó chủ tịch cấp cao và phó chủ tịch điều hành), nhưng nếu chỉ có một mình, thì theo thực tế, chức vụ này thường được xem là cấp dưới CEO.
Lloyd E. Reuss từng là chủ tịch của General Motors từ năm 1990 đến 1992, giữ vai trò là người đứng thứ hai của chủ tịch và CEO Robert C. Stempel. Stempel đã khăng khăng đặt Reuss vào vị trí chủ tịch công ty phụ trách hoạt động ở Bắc Mỹ, ban điều hành mặc dù không hài lòng nhưng vẫn đồng ý, nhưng họ đã thể hiện sự không hài lòng của mình bằng cách không gán cho Reuss danh hiệu COO.
Richard D. Parsons đứng thứ hai trong hệ thống cấp bậc công ty trong thời gian ông giữ chức chủ tịch của Time Warner từ năm 1995 đến 2001, nhưng ông không có quyền lực trên các phòng ban hoạt động, mà thay vào đó, ông nhận nhiệm vụ theo sự chỉ thị của chủ tịch và CEO Gerald Levin.
Michael Capellas được bổ nhiệm làm chủ tịch của Hewlett-Packard để giúp đỡ trong việc mua lại và tích hợp Compaq, nơi Capellas trước đó là chủ tịch và CEO. Capellas chỉ giữ chức chủ tịch của HP trong vòng sáu tháng trước khi rời đi. Vị trí chủ tịch trước đó của ông không được bổ nhiệm người mới, những người điều hành báo cáo cho ông sau đó đã báo cáo trực tiếp cho CEO.
Năm 2007, các công ty ngân hàng đầu tư Bear Stearns và Morgan Stanley mỗi công ty có hai chủ tịch (Warren Spector và Alan Schwartz tại Bear, Robert Scully và Zoe Cruz tại Morgan) báo cáo cho một CEO (người cũng là chủ tịch hội đồng quản trị); mỗi chủ tịch về cơ bản là một COO đồng chức (mặc dù không có danh hiệu) giám sát một nửa các phòng ban kinh doanh của công ty. Schwartz trở thành chủ tịch duy nhất của Bear sau khi Spector bị loại bỏ, và vài tháng sau đó, ông giAssuming vị CEO khi James Cayne buộc phải từ chức (Cayne vẫn giữ chức chủ tịch).
Tom Anselmi của Maple Leaf Sports & Entertainment là giám đốc điều hành từ năm 2004 đến ngày 6 tháng 9 năm 2013. Trong khoảng thời gian từ khi Richard Peddie rời đi đến khi Tim Leiweke được tuyển dụng cho các vị trí chủ tịch và CEO, Anselmi đã thêm danh hiệu chủ tịch từ ngày 4 tháng 9 năm 2012 đến ngày 30 tháng 6 năm 2013, tuy nhiên, ông vẫn giữ chức COO và không nhận được danh hiệu CEO.
Richard Fuld, chủ tịch và CEO của Lehman Brothers, đã có một chuỗi "người số hai" dưới quyền ông, thường là chức danh chủ tịch và giám đốc điều hành. Chris Pettit là người thứ hai của Fuld trong hai thập kỷ cho đến ngày 26 tháng 11 năm 1996, khi ông từ chức chủ tịch và thành viên hội đồng quản trị. Pettit đã thua cuộc trong cuộc đấu tranh quyền lực với các phó của mình (Steve Lessing, Tom Tucker và Joseph M. Gregory) vào ngày 15 tháng 3 năm đó, khiến ông phải từ bỏ chức COO, có thể do ba người này phát hiện ra mối quan hệ ngoại tình của Pettit, điều mà vi phạm quy tắc không viết về hôn nhân và lễ nghi xã hội của Fuld. Bradley Jack và Joseph M. Gregory được bổ nhiệm làm COO đồng chức vào năm 2002, nhưng Jack bị giáng chức xuống văn phòng của chủ tịch vào tháng 5 năm 2004 và rời đi vào tháng 6 năm 2005 với gói tiền biệt thự 80 triệu đô la, khiến Gregory trở thành COO duy nhất. Trong khi Fuld được coi là "khuôn mặt" của Lehman Brothers, Gregory phụ trách các hoạt động hàng ngày và ông ảnh hưởng đến văn hóa để đẩy mạnh dòng tiền. Gregory bị giáng chức vào ngày 12 tháng 6 năm 2008, và được thay thế làm chủ tịch và COO bởi Bart McDade, người đã từng làm trưởng phòng Equities, và McDade sẽ dẫn dắt Lehman qua quá trình phá sản.
Thomas W. LaSorda đã phục vụ như chủ tịch và CEO của Chrysler từ ngày 1 tháng 1 năm 2006 đến ngày 5 tháng 8 năm 2007, trong khi Chrysler thuộc sở hữu của Daimler-Benz. Khi Cerberus Capital mua lại quyền kiểm soát phần lớn Chrysler, Bob Nardelli được bổ nhiệm làm chủ tịch và CEO của Chrysler, trong khi LaSorda trở thành phó chủ tịch và chủ tịch. Mặc dù có việc bổ nhiệm một phó chủ tịch và chủ tịch thứ hai, Jim Press, LaSorda vẫn tiếp tục công việc. Các chức danh của LaSorda là phó chủ tịch và chủ tịch chính thức tuyên bố rằng ông phụ trách sản xuất, mua hàng và cung ứng, quan hệ lao động, phát triển kinh doanh toàn cầu và liên minh. Tuy nhiên, vai trò thực sự của LaSorda là tìm kiếm một đối tác mới hoặc người mua cho Chrysler, dẫn đến đồn đoán rằng Cerberus Capital quan tâm ít hơn đến việc xây dựng lại nhà sản xuất ô tô hơn là kiếm lợi nhuận thông qua một mua trả góp.
Cấu trúc công ty Research in Motion có nhiều hơn một COO, bao gồm Jim Rowan làm giám đốc điều hành vận hành toàn cầu và Thorsten Heins là COO của sản phẩm và bán hàng.
The Walt Disney Company đã sử dụng các danh hiệu chủ tịch và COO theo nhiều cách khác nhau cho giám đốc số hai của họ. Ron W. Miller là chủ tịch từ năm 1978 đến 1984, đồng thời phục vụ thêm làm CEO trong 18 tháng từ năm 1983 đến năm 1984. Frank Wells là chủ tịch từ năm 1984 đến năm 1994, nơi ông báo cáo cho hội đồng quản trị và không phải là chủ tịch và CEO Michael Eisner. Khi Wells qua đời trong một vụ tai nạn máy bay trực thăng, không có chủ tịch thay thế nào được đặt tên vì nhiệm vụ của ông được Eisner tiếp tục. Michael Ovitz là chủ tịch từ năm 1995 đến năm 1997, được Eisner thuê và sau đó không lâu sau đó bị sa thải. Bob Iger là chủ tịch và COO từ năm 2000 đến năm 2005, khi ông kế nhiệm Eisner làm CEO. Thomas O. Staggs là COO từ năm 2015 đến năm 2016, trong thời gian đó nhóm điều hành cấp cao có cấu trúc báo cáo kép đến cả Staggs và Iger; Staggs từ chức sau khi hội đồng không đảm bảo cho ông rằng ông sẽ kế nhiệm làm CEO.
Manulife đã sử dụng các danh hiệu chủ tịch và COO cho các vai trò riêng biệt. Từ ngày 5 tháng 6 đến ngày 30 tháng 9 năm 2017, Rocco "Roy" Gori đã giữ chức chủ tịch, nơi ông giám sát các doanh nghiệp hoạt động toàn cầu của Manulife, với những người phụ trách dưới quyền ông là các giám đốc điều hành của các Phân khu Canada, Mỹ và Châu Á, và giám đốc đầu tư. Gori báo cáo cho giám đốc điều hành Donald Guloien trước khi còn đảm nhận thêm chức vụ CEO vào ngày 1 tháng 10 năm 2017, sau khi Guloien nghỉ hưu. Linda Mantia, giám đốc điều hành, báo cáo cho chủ tịch về chiến lược công ty trong khi tiếp tục báo cáo cho CEO về tất cả các vấn đề khác bao gồm phát triển doanh nghiệp, phân tích, công nghệ, tiếp thị, đổi mới, nhân sự, quan hệ quản lý và công chúng, nguồn lực toàn cầu và mua hàng, và văn phòng chương trình toàn cầu.
Tại World Bank, chủ tịch đứng trên các giám đốc điều hành khác bao gồm CEO và giám đốc kinh tế.

### Tình hình hiện tại
Hầu hết các công ty hiện đại hoạt động mà không cần đến một COO. Ví dụ, vào năm 2007, gần 58% các công ty trong danh sách Fortune 500 không có một COO. Trong những trường hợp này, CEO hoặc là đảm nhiệm thêm nhiều vai trò và trách nhiệm, hoặc các vai trò thường được giao cho COO được thực hiện bởi các giám đốc thuộc C-suite. Mặc dù số lượng COO đã giảm trong 10 năm qua, nhưng vẫn có lý do để kỳ vọng sử dụng nhiều hơn vị trí này trong tương lai, bao gồm:
- Các công ty đang trở nên lớn hơn và phức tạp hơn, khiến việc một người duy nhất có thể giám sát toàn bộ tổ chức trở nên khó khăn hơn.[2]
- Các công ty đang phát hiện ra mối quan hệ mạnh mẽ giữa hiệu suất của công ty và sự hiện diện của một COO.[24]
- Các công ty đang trở nên chủ động hơn trong việc lập kế hoạch kế nhiệm CEO và sẽ sử dụng vai trò này để hướng dẫn và đào tạo kế nhiệm.[2]
- Sự tăng cường về di chuyển nguồn nhân lực có nghĩa là vai trò này có thể sẽ được sử dụng thường xuyên hơn như một cơ chế giữ chân cho các quan chức quan trọng có nguy cơ chuyển đến một đối thủ cạnh tranh.[2]

## Vai trò và chức năng
Vai trò của COO khác nhau tùy thuộc vào ngành công nghiệp và tổ chức. Một số tổ chức hoạt động mà không cần COO. Các tổ chức khác có thể có hai COO, mỗi người được phân công quản lý một số dòng kinh doanh hoặc phòng ban, chẳng hạn như Lehman Brothers từ năm 2002 đến 2004 khi Bradley Jack và Joseph M. Gregory là các co-COO.  A COO could also be brought in from other organizations as a "fixer", such as Daniel J. O'Neill who in 1999 joined Molson in that capacity.
Trong ngành sản xuất, vai trò chính của COO thường là quản lý hoạt động, có nghĩa là COO chịu trách nhiệm phát triển, thiết kế, vận hành và cải tiến các hệ thống tạo ra và cung cấp các sản phẩm của công ty. COO chịu trách nhiệm đảm bảo rằng hoạt động kinh doanh hiệu quả và hiệu lực và việc quản lý tài nguyên, phân phối hàng hóa và dịch vụ cho khách hàng và phân tích hệ thống hàng đợi được tiến hành đúng cách.
Mặc dù vai trò của COO có sự đa dạng về chức năng, có một số chức năng chung mà COO thường thực hiện:
- Dưới sự chỉ đạo của CEO và hội đồng quản trị, điều phối các nguồn lực giới hạn để sử dụng một cách hiệu quả nhất với mục tiêu tạo ra giá trị tối đa cho các bên liên quan của công ty
- Phát triển và lan truyền tầm nhìn/ sứ mệnh của tổ chức cho nhân viên cấp dưới, và triển khai các phần thưởng/ công nhận phù hợp và các thực hành huấn luyện hoặc chỉnh sửa để điều chỉnh nhân viên với mục tiêu của công ty
- Lập kế hoạch bằng cách ưu tiên yêu cầu của khách hàng, nhân viên và tổ chức
- Duy trì và giám sát mức độ nhân sự, kiến thức - kỹ năng - thuộc tính (KSA), kỳ vọng và động lực để đáp ứng yêu cầu của tổ chức
- Thúc đẩy các biện pháp hiệu suất cho hoạt động (bao gồm việc xem xét hiệu quả so với hiệu suất), thường dưới hình thức các bảng điều khiển thuận tiện để xem xét các chỉ số quan trọng ở cấp cao

### COO là người kế nhiệm
Thường xuyên trong các tổ chức lớn, COO sẽ là người kế nhiệm của CEO. Các cá nhân có thể đã làm việc và thăng tiến (nội bộ) trong hệ thống công ty trước khi được bổ nhiệm làm COO, hoặc có thể đã được tuyển dụng từ một công ty bên ngoài. Dù làm cách nào, vị trí này được sử dụng như một môi trường đào tạo và kiểm tra cho CEO tiếp theo.
Một nghiên cứu năm 2003 của Crist Associates cho thấy chỉ có 17% các công ty thăng cấp COO lên CEO thay thế COO trong năm tiếp theo.
Một nghiên cứu của Accenture đã tìm thấy rằng khoảng một trong số chín COOs chuyển vào vị trí CEO trong vòng một năm sau khi họ rời đi và rằng một nửa số COOs coi họ là "người kế nhiệm." COOs chuyển đổi vào vị trí CEO thường đối mặt với các thách thức tương tự bao gồm:
- Không tự động được hưởng quyền lợi của một giai đoạn chẩn đoán. Do biết rõ về công ty, người COO trở thành CEO thường được mong đợi sẽ chạy ngay từ khi nhận chức, trong khi thực tế họ cũng cần vào giai đoạn chẩn đoán để hiểu rõ hơn về vai trò mới và nhìn công ty từ một góc độ mới.
- Tìm thời gian để quản lý một bên liên quan chính mới: Hội đồng quản trị. Nhiều COO trở thành CEO thường bất ngờ vì việc quản lý Hội đồng quản trị có thể mất rất nhiều thời gian và họ phải học cách kết hợp trách nhiệm quan trọng này vào lịch trình đã đầy đủ.
- Đứng trong tầm ngắm. COO quen với việc được làm việc "sau hậu trường". Khi làm CEO, nhiều người bất ngờ khi phát hiện họ đã trở thành một nhân vật "công khai" cả trong và ngoài tổ chức và phải học cách quản lý nghĩa vụ bổ sung này.
- Điều chỉnh lại hình ảnh của họ. Thường xuyên COO gặp khó khăn không phải với phần chiến lược của công việc, mà là vượt qua quan điểm của các bên liên quan khác rằng họ là một người điều hành "thực thi" chứ không phải là một người điều hành "chiến lược".[28] Do đó, gần 50% các công ty trong S&P 500 đã quyết định bổ nhiệm một Chief Strategy Officer (CSO) để trở thành "CEO nhỏ" và đồng nghiệp với COO.[29]

Theo các nhà nghiên cứu Miles và Bennett, chỉ việc biết những rủi ro phổ biến này đã có thể giúp một "kế nhiệm" COO chuẩn bị tốt hơn cho quá trình chuyển giao, do đó tránh được hoàn toàn hoặc đảm bảo ít nhất là chúng không phát triển thành những vấn đề lớn một khi họ đã ngồi vào ghế CEO.

## Mối quan hệ với CEO
Vì COO thường đảm nhận trách nhiệm chuyển tiếp thông tin tới CEO, mối quan hệ giữa COO và CEO phải là một mối quan hệ tích cực. Niềm tin là yếu tố quan trọng nhất cần thiết cho mối quan hệ giữa CEO và COO để phát triển. CEO phải hoàn toàn tin tưởng rằng COO không đang cố gắng tranh giành công việc của họ, có thể hoàn thành công việc, và chia sẻ tầm nhìn của họ (thay vì sử dụng vị trí tin cậy và quyền truy cập thông tin để phá vỡ chiến lược của CEO hoặc thực hiện tầm nhìn của riêng mình). Khi một mối quan hệ dựa trên niềm tin được tạo ra giữa CEO và COO, hiệu suất công ty được cải thiện và kết quả cổ đông được tăng cường. Bảy chiến lược quan trọng để xây dựng niềm tin trong mối quan hệ CEO-COO bao gồm:
- Giao tiếp - CEO phải cảm thấy thoải mái chia sẻ thông tin với COO và thường xuyên truyền đạt chiến lược cũng như bất kỳ thay đổi nào liên quan đến nó. Tương tự, COO cũng phải cảm thấy thoải mái khi cập nhật tình hình thường xuyên cho CEO. Khi giao tiếp gặp sự cố, sự không tin tưởng hoặc hiểu lầm có thể gây rối.
- Quyền quyết định rõ ràng - Vai trò COO hoạt động tốt nhất khi các vai trò và trách nhiệm của COO đã được xác định rõ ràng trước và COO được cho phép đưa ra quyết định cuối cùng trong phạm vi đã thỏa thuận trước.
- Khóa cửa sau - CEO không được phá hủy sự tin tưởng vào COO bằng cách liên tục đảo ngược quyết định. Khi nhân viên biết rằng họ có thể nhận được câu trả lời khác bằng cách trực tiếp liên hệ với CEO thay vì COO, vai trò của COO nhanh chóng trở nên bất lực.
- Chia sẻ ánh sáng - Trong mối quan hệ CEO-COO hiệu quả, cả hai bên đều thoải mái với mức độ "công nhận" mà họ nhận được cho công việc của mình từ bên trong, bên ngoài, từ ban giám đốc và từ nhau.
- Phù hợp giữa CEO và COO - Hai cá nhân phải tôn trọng nhau và hợp tác hiệu quả cùng nhau. Đây không phải là một quan hệ đối tác có thể bắt buộc.
- Phù hợp giữa COO và vị trí - COO được chọn phải có những chứng chỉ phù hợp để thực hiện mục đích mà vai trò COO được tạo ra (có thể bao gồm mọi thứ từ chuyên môn về hoạt động đến chuyên môn về thay đổi, đến việc có một tập hợp kỹ năng bổ sung cho CEO).
- Minh bạch về kỳ vọng và thời gian kế nhiệm - Cả hai bên phải hiểu liệu COO có mong muốn nhận vị trí CEO, liệu COO có được xem xét cho vị trí hàng đầu, và thời gian có thể là bao lâu cho một quá trình chuyển giao như vậy.

## Mối quan hệ với Hội đồng quản trị
Ngoài việc có một mối quan hệ mạnh mẽ và đáng tin cậy với CEO, COO cũng nên có một mối quan hệ hiệu quả với Hội đồng quản trị. Mối quan hệ tốt giữa COO và Hội đồng quản trị cho phép Hội đồng hiểu rõ hơn và đánh giá độc lập một người kế nhiệm tiềm năng. Mối quan hệ mạnh mẽ giữa Hội đồng và COO cũng cung cấp cho Hội đồng một ý kiến chuyên gia bổ sung về tình hình của công ty, và tình trạng của các sáng kiến quan trọng. CEO được lợi khi cho phép mối quan hệ như vậy hình thành vì nó phản ánh lòng tự tin và thúc đẩy sự minh bạch. Nó cũng khẳng định rằng CEO có khả năng phát triển tài năng, và giúp CEO giữ chân COO bằng cách trao thêm quyền hạn cho cá nhân. Mối quan hệ mạnh mẽ mang lại lợi ích cho COO trong việc họ có thể mở rộng kinh nghiệm cũng như mạng lưới chuyên nghiệp của họ. Thêm vào đó, nếu họ đang tìm kiếm vị trí CEO tiếp theo, nó cho phép họ phát triển uy tín với Hội đồng quản trị. Các nhà nghiên cứu khuyên COO nên vượt xa việc chỉ trình bày tại các cuộc họp Hội đồng, để đảm bảo họ đang phát triển mối quan hệ một-một mạnh mẽ với từng thành viên Hội đồng quản trị. Các nhà nghiên cứu cũng khuyến nghị COO phát triển giọng nói riêng của họ, độc lập với CEO.

## Thất bại trong vai trò COO
Bất kỳ sự cố gắng trong lòng tin tưởng giữa CEO và COO đều có thể dẫn đến thất bại. Ngoài ra, COO thường phải là một nhà lãnh đạo cấp cao, thoải mái khi hoàn toàn chịu trách nhiệm. Nhiều giám đốc điều hành có kỹ năng lãnh đạo cần thiết để trở thành COO cấp cao thường thích chạy tổ chức của riêng mình thay vì phải nhận lệnh từ một CEO. Đối với những COO hy vọng sẽ phục vụ thời gian của họ và được thăng chức lên vị trí cao nhất, thời gian biểu của họ cho một bước đi như vậy thường không đồng bộ với CEO, gây ra sự cố trong mối quan hệ. COO cũng có thể tự mình bị mắc kẹt vào việc được gắn mác là người "vận hành" hoặc "số hai" thay vì được nhìn nhận là một nhà lãnh đạo chiến lược và cấp cao bởi Hội đồng quản trị, điều này khiến một số giám đốc điều hành tránh xa vị trí này. Harry Levinson đã tổng hợp hiệu quả các thách thức của vị trí COO: "Mối quan hệ giữa giám đốc điều hành và giám đốc điều hành vận hành trong bất kỳ tổ chức nào đều đầy rẫy những phức tạp tâm lý. Có thể đó là mối quan hệ làm việc tổ chức khó khăn nhất vì hơn những người khác, nó là một sự cân nhắc giữa quyền lực."

## Các chuyên gia và nghiên cứu
Nathan Bennett và Stephen A. Miles đã nghiên cứu về vai trò của COO. Các công trình đã xuất bản của họ phân tích vai trò và hiệu quả của nó, phân loại các loại COO khác nhau, và kiểm tra mối quan hệ giữa CEO và COO.